# Величко, Марта

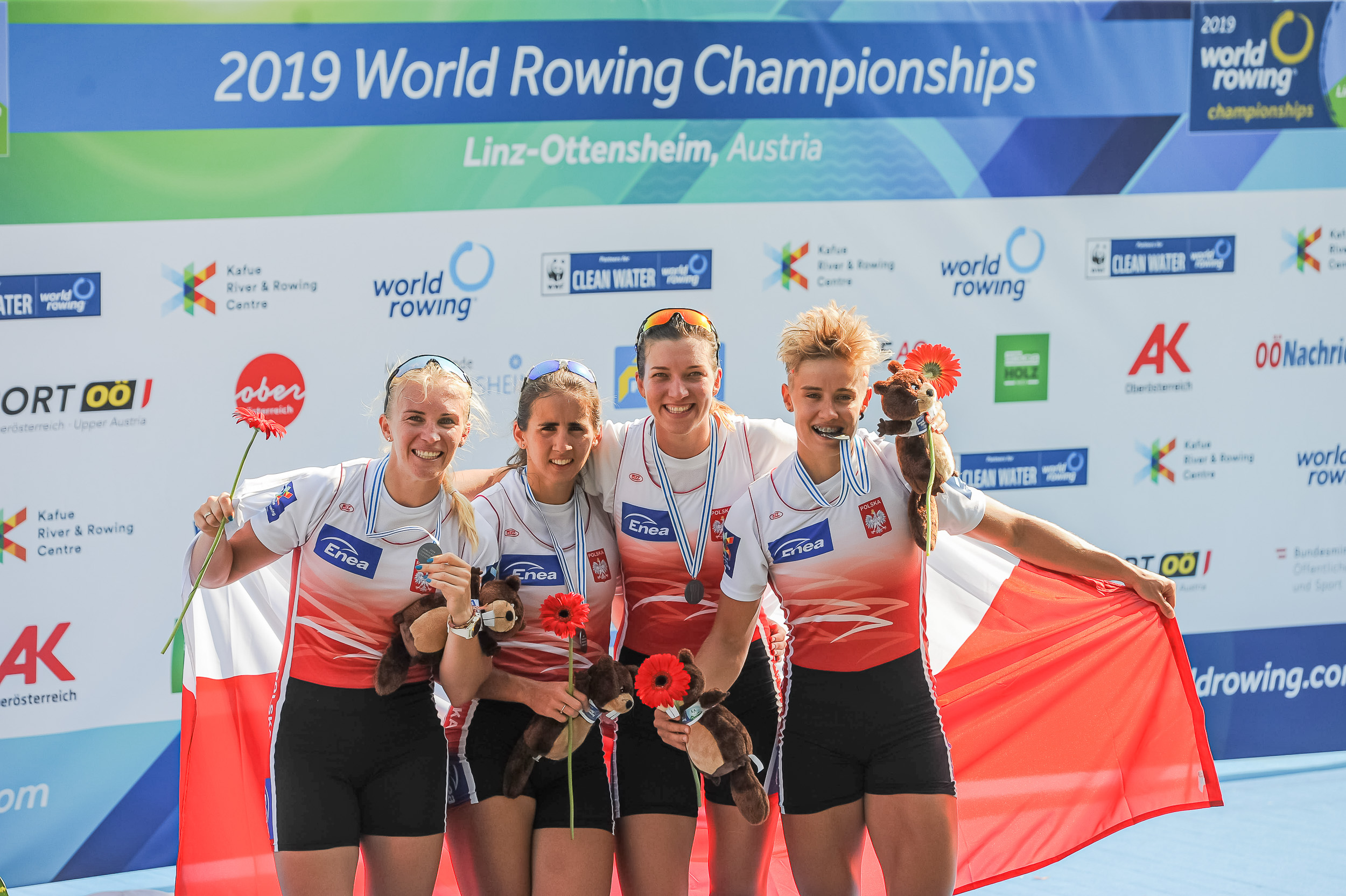
Серебряные призёры чемпионата мира 2019 года — М. Величко третья слева

Марта Величко (пол. Marta Wieliczko; род. 1 октября 1994 года) — польская гребчиха, серебряный призёр летних Олимпийских игр 2020 в Токио, чемпионка мира и Европы. Представляет клуб «KW Wisła Grudziądz».

## Карьера
Марта Величко начала заниматься греблей в 2010 году.
В 2012 году она заняла 2-е место в финале Б в двойке парной на чемпионате мира среди юниоров в болгарском Пловдиве. В парной четверке становилась вице-чемпионкой в 2013 и 2014 годах, а в 2015 и 2016 годах чемпионкой мира среди молодёжи, в 2017 году заняла 4-е место в этом соревновании на чемпионате Европы, а затем стала вице-чемпионкой мира (вместе с Агнешкой Кобус, Марией Спрингвальд и Катажиной Зильман), в 2018 году выиграла чемпионат Европы и чемпионат мира (в обоих стартах с Агнешкой Кобус, Марией Спрингвальд и Катажиной Зильман), в 2019 году стала вице-чемпионкой мира (вновь совместно с Агнешкой Кобус, Марией Спрингвальд и Катажиной Зильман). В 2021 году на летних Олимпийских играх в Токио в соревнованиях по академической гребле среди четвёрок парных завоевала серебряную медаль (вместе с Агнешкой Кобус-Завойской, Марией Сайдак и Катажиной Зильман).
В августе 2021 года Величко была награждена Рыцарским крестом ордена Возрождения Польши. Вместе с подругами по команде она заняла 8-е место в 87-м голосовании за лучшего спортсмена года газеты Przegląd Sportowy.
Является дочерью гребчихи Малгожаты Длужевской, серебряного призёра летних Олимпийских игр в Москве.

## Достижения
| Год  | Событие                      | Город     | Дисциплина | Место     | Источник |
| ---- | ---------------------------- | --------- | ---------- | --------- | -------- |
| 2012 | Чемпионат мира среди юниоров | Пловдив   | JW2x       | 8-е место | [ 3 ]    |
| 2013 | Молодёжный чемпионат мира    | Линц      | BW4x       | 2-е место | [ 3 ]    |
| 2014 | Молодёжный чемпионат мира    | Варесе    | BW4x       | 2-е место | [ 3 ]    |
| 2015 | Молодёжный чемпионат мира    | Пловдив   | BW4x       | 1-е место | [ 3 ]    |
| 2016 | Молодёжный чемпионат мира    | Роттердам | BW4x       | 1-е место | [ 3 ]    |
| 2017 | Чемпионат Европы             | Рачице    | W4x        | 4-е место | [ 3 ]    |
| 2017 | Чемпионат мира               | Сарасота  | W4x        | 2-е место | [ 3 ]    |
| 2018 | Чемпионат Европы             | Глазго    | W4x        | 1-е место | [ 3 ]    |
| 2018 | Чемпионат мира               | Пловдив   | W4x        | 1-е место | [ 3 ]    |
| 2019 | Чемпионат мира               | Линц      | W4x        | 2-е место | [ 3 ]    |
| 2021 | Олимпийские игры             | Токио     | BW4x       | 2-е место |          |